# William Ojeda
Pour les articles homonymes, voir Ojeda.
William Ojeda est un journaliste et homme politique vénézuélien, né à Chivacoa le 26 décembre 1970. Député à l'Assemblée nationale constituante entre 1999 et 2000, il est actuellement député à l'Assemblée nationale du Venezuela depuis le 5 janvier 2011 pour l'État de Miranda. Tour à tour membre des partis Mouvement Cinquième République (1998-2002), Un Solo Pueblo (2002-2006) et Un Nuevo Tiempo (2006-2012), il compte actuellement parmi les indépendants.
Il est exclu du parti Un Nuevo Tiempo en 2012 pour avoir dénoncé l'évolution « néolibérale » de celui-ci.